# John Smith (żołnierz)

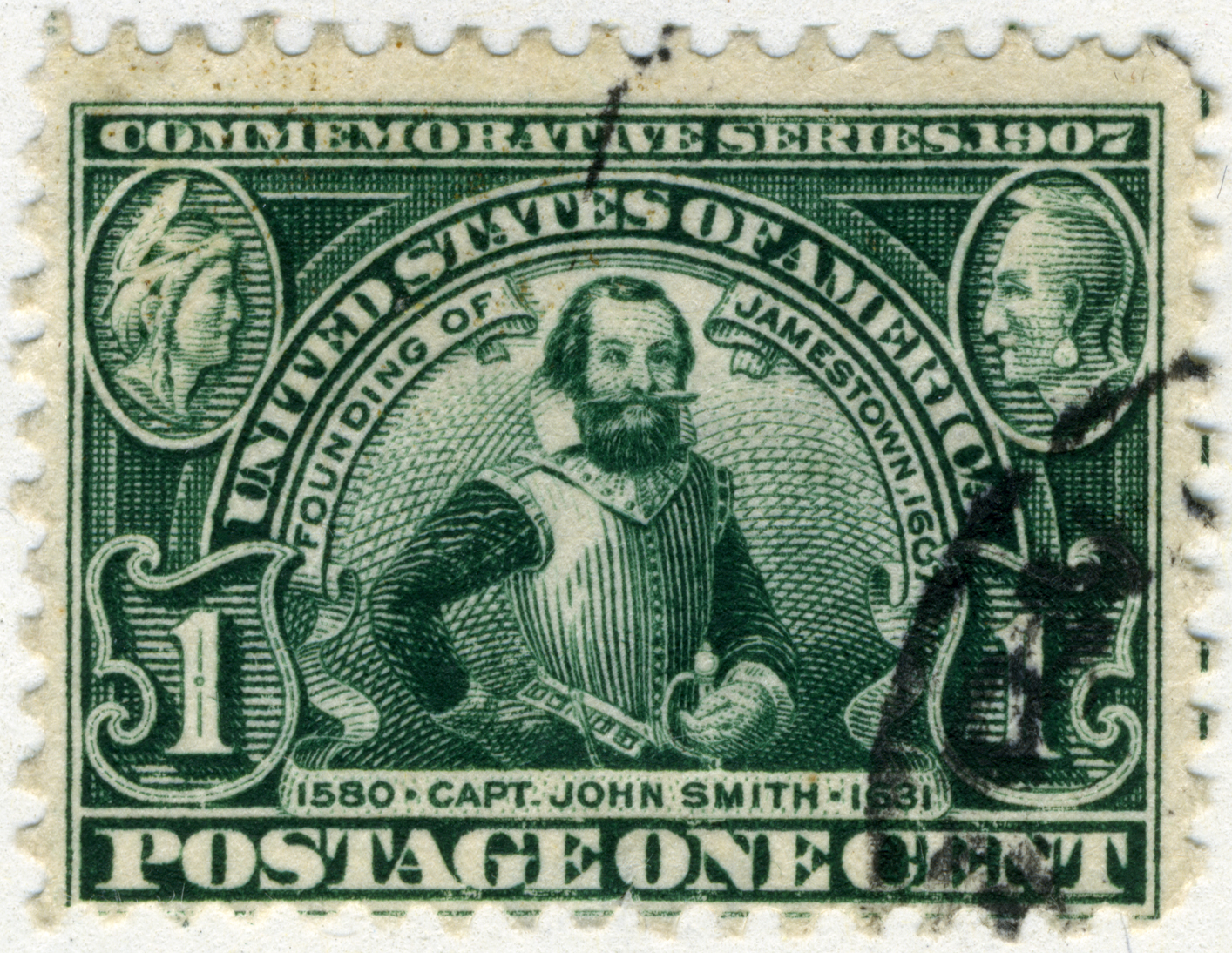
John Smith na znaczku pocztowym z roku 1907

John Smith (ur. prawdopodobnie 7 stycznia 1580 w Willoughby, zm. 21 czerwca 1631 w Londynie) – angielski żołnierz, kolonizator, gubernator Wirginii, badacz wybrzeży Ameryki Północnej.

## Młodość
Będąc dzieckiem, zarabiał na swoje utrzymanie, pracując jako pomocnik kupiecki w King’s Lynn. W roku 1596 opuścił Anglię i udał się do Francji, gdzie zaciągnął się do armii walczącej z Hiszpanią na terenie dzisiejszej Belgii. Po zawarciu traktatu pokojowego w Vervins w roku 1598 stracił zajęcie, wyjechał więc do Austrii, która walczyła w Siedmiogrodzie z Turkami. Według jego własnych relacji za pokonanie w pojedynkach trzech tureckich żołnierzy otrzymał od księcia siedmiogrodzkiego Zygmunta Batorego herb przedstawiający trzy tureckie głowy.
Podczas bitwy na przełęczy Rotenthurn Smith został wzięty do niewoli przez Tatarów i sprzedany w niewolę tureckiemu paszy. Wpływowej tureckiej kobiecie zawdzięczał ocalenie: kazała wysłać go nad Don, skąd przez Rosję i Skandynawię wrócił podobno w roku 1604 do Anglii.

## W Wirginii

Herb Johna Smitha

Przybywszy do Londynu, Smith wykupił pakiet akcji powstałej właśnie Kompanii Wirginijskiej (ang. Virginia Company of London), związku kupców, którzy uzyskali zgodę królewską na założenie stałej kolonii w Ameryce Północnej. Jako zawodowy wojskowy wziął w grudniu 1606 roku udział w wyprawie dowodzonej przez Christophera Newporta.
Po przybyciu do Wirginii Smith pomógł wiosną 1607 roku w założeniu osady Jamestown nad rzeką James, a następnie zajął się badaniem zatoki Chesapeake oraz rzek Potomak i Rappahannock w nadziei znalezienia złota i drogi żeglownej na Pacyfik.
Od września 1608 roku Smith został pierwszym przywódcą („admirałem”) osady, pokonując w wyborach kontrkandydata, Ratcliffe’a. W październiku tego samego roku dotarł do osady statek z zaopatrzeniem „Mary and Margaret”, na pokładzie którego znajdowało się 70 dalszych osadników (w jęz. oryginału „seaventie”), głównie „Holendrów, Niemców i Polaków”, wyspecjalizowanych w produkcji szkła, smoły, potażu. Już po miesiącu uruchomiono takie manufaktury, a w grudniu wysłano do Anglii próbki produktów: „tryals of Pitch, Tarre, Glasse, Frankincense, Sope Ashes with Clapboard and Waynscot”. Polscy koloniści zorganizowali też pierwszy w kolonii strajk.
Osada od początku miała kłopoty z powodu konfliktów z miejscowymi plemionami indiańskimi z federacji Powatanów. Po raz pierwszy do zatargu doszło już w dwa tygodnie po objęciu funkcji przywódczej, gdy Smith poprowadził grupę osadników w górę rzeki Chickahominy celem zdobycia pożywienia; w pewnym momencie oddziałek został otoczony przez Powatanów i wybity niemal do nogi, a sam Smith – schwytany i skazany na śmierć – został w ostatniej chwili uratowany za wstawiennictwem wodzowskiej córki o imieniu Matoaka, ale w dziejach wczesnego osadnictwa lepiej znanej pod imieniem Pocahontas. W roku 1609 zraniony przypadkowo Smith, wyjechał do Anglii, gdzie napisał książkę Generall Historie of Virginia będącą pierwszym opisem kolonii.

## Dalsze wyprawy
Smith, jako przyjaciel Henry’ego Hudsona, wyposażył tego badacza północy w mapy i informacje niezbędne przy wyprawie do Ameryki.
W roku 1614 Smith podjął drugą wyprawę do Ameryki Północnej, kreśląc mapy wybrzeża od przylądka Cape Cod po ujście rzeki Penobscot, który to region nazwał Nową Anglią. Po kilku miesiącach, gdy uzbierał spory zapas futer i solonej ryby, wrócił do Anglii. Próbował powtórzyć operację w roku następnym, ale jego statek rozbił się na wybrzeżu francuskim i ekspedycja skończyła się niczym.
W 1616 roku Pocahontas i jej mąż John Rolfe, kolonista z Jamestown, odwiedzili Smitha w Anglii. Z tego zrodził się pomysł jeszcze jednej wyprawy, ale na przeszkodzie stanęła niesprzyjająca pogoda.
W późniejszych latach Smith nie wypływał już w morze poświęcając się pisaniu książek, w tym podręcznika żeglarskiego A Sea Grammar (1627).